# Butel
Pour les articles homonymes, voir Butel (homonymie).
Butel (en macédonien : Бутел, en albanais : Butel) est l'une des dix communes spéciales qui constituent la ville de Skopje, capitale de la Macédoine du Nord. Elle comptait 37 968 habitants habitants en 2021 et fait 60,79 km2. Elle a été créée lors du remaniement administratif de 2004, qui a notamment réduit le nombre de communes de 123 à 84, par démembrement de la commune de Čair.
Butel se trouve au nord du centre historique de Skopje, et s'étend vers le nord en une mince bande de terre. Elle n'est qu'en partie urbanisée et de grands espaces cultivés y sont visibles. Butel est entourée par les communes de Gazi Baba au sud-est, Čair au sud, Karpoš au sud-est, Šuto Orizari et Čučer-Sandevo au nord-ouest et Lipkovo au nord-est.
L'aqueduc de Skopje, qui date de l'occupation romaine, est la principale attraction de Butel. Le cimetière de Butel est le plus grand de Skopje. Il comprend les tombes de nombreuses personnalités locales, dont celle de Georges Zorbas, qui servit de modèle à Níkos Kazantzákis pour son roman Alexis Zorbas, adapté au cinéma en 1964 sous le titre de Zorba le Grec.

## Quartiers et villages
La commune couvre dans sa partie méridionale une partie de l'agglomération de Skopje. Elle compte à cet endroit deux quartiers construits à l'époque socialiste, Butel I et Butel II, essentiellement composés de maisons et qui prolongent au nord le quartier plus central de Čair. À l'ouest, entre la caserne Ilinden et Šuto Orizari, il y a le village de Vizbegovo. Au nord du périphérique, la commune s'étend en direction du Kosovo et de la Skopska Crna Gora. Dans cette zone rurale se trouvent les villages de Radichani, Lyoubantsi et Lyouboten.

## Administration
La commune est administrée par un conseil élu au suffrage universel tous les quatre ans. Ce conseil adopte les plans d'urbanisme, accorde les permis de construire, il planifie le développement économique local, protège l'environnement, prend des initiatives culturelles et supervise l'enseignement primaire. Le conseil compte 19 membres. Le pouvoir exécutif est détenu par le maire, lui aussi élu au suffrage universel. Depuis 2005, le maire de Butel est Petre Latinovski, né en 1954.
À la suite des élections locales de 2009, le conseil de Butel était composé de la manière suivante :
| Parti                                                               | Sièges |
| ------------------------------------------------------------------- | ------ |
| Parti démocratique pour l'Unité nationale macédonienne (VMRO-DPMNE) | 10     |
| Union sociale-démocrate de Macédoine (SDSM)                         | 4      |
| Union démocratique pour l'intégration (DUI)                         | 4      |
| Demokracija ERE                                                     | 2      |

## Démographie
Lors du recensement de 2002, la commune comptait :
- Macédoniens : 22 506 (62,25 %)
- Albanais : 9 107 (25,19 %)
- Turcs : 1 304 (3,61 %)
- Serbes : 1 033 (2,86 %)
- Roms : 561 (1,55 %)
- Bosniaques : 970 (2,68 %)
- Valaques : 120 (0,33 %)
- Autres : 553  (2,46 %)